# Bougoutoub Bani
Pour les articles homonymes, voir Bougoutoub.
Bougoutoub Bani est un village du Sénégal situé en Basse-Casamance, à proximité de la frontière avec la Gambie. Il fait partie de la communauté rurale d'Oulampane, dans l'arrondissement de Sindian, le département de Bignona et la région de Ziguinchor.
Lors du dernier recensement (2002), la localité comptait 371 habitants et 52 ménages.